# Ana Torfs
Pour les articles homonymes, voir Torfs.
Ana Torfs (née en 1963, Mortsel) est une artiste visuelle belge. La tension entre le texte et l'image a un rôle essentiel dans mon travail, à côté des processus annexes de visualisation, d'interprétation et de traduction. Elle tente de rendre possible une perception actuelle et authentique des vestiges épars de notre histoire culturelle et politique. Ses installations comprennent divers types de médias reproductibles allant des projections de diapositives, son, photographie, vidéos et films à la xérographie, au tissage Jacquard, à l'imprimerie offset et à la sérigraphie.

## Biographie
Ana Torfs a étudié les sciences de la communication à l'Université Catholique de Louvain (KU Leuven) et le cinéma et la vidéo à la Haute école d'art et de design Sint-Lukas à Bruxelles. Torfs vit et travaille à Bruxelles depuis 1986.
Ana Torfs a eu des expositions personnelles au « MUAC », Mexique (2021), au « Bozar » (2020 et 2000), au Pori Art Museum en Finlande, au Calouste Gulbenkian Museum à Lisbonne, au Wiels, Centre d'art contemporain à Bruxelles, en 2014, à la Generali Foundation à Vienne en 2010, à la Kunstsammlung Nordrhein-Westfalen à Düsseldorf en 2010, au Sprengel Museum de Hanovre en 2008, au Centre Argos pour l'art et les médias à Bruxelles en 2007, à la daadgalerie de Berlin en 2006, à la Gesellschaft für Aktuelle Kunst de Brême en 2006.
Elle a également participé à de nombreuses expositions collectives internationales, dont la 8e Biennale Contour à Malines en 2017, le Festival international de culture contemporaine Parasophia à Kyoto en 2015, la 1ère Biennale internationale d'art contemporain de Carthagène des Indes en 2014, la Biennale de Sharjah en 2013, la Manifesta 9 à Genk en 2012, la 2e Biennale de Montréal en 2000 et la 3e Biennale d'art contemporain de Lyon en 1995. En 2004, elle a été invitée par la Dia Art Foundation de New York à créer un projet web.
En 2004, A Prior Magazine 10 a été consacré au travail d'Ana Torfs.